# Sind die Lichter angezündet
Sind die Lichter angezündet ist ein deutsches Weihnachtslied.

## Geschichte
Die Lyrikerin und Kinderbuchautorin Erika Engel verfasste das Gedicht um 1950 unter dem Titel Weihnachtsfreude. Dieses Gedicht wurde vom späteren Musikreferenten des Mitteldeutschen Rundfunks und Leiter des Rundfunk-Kinderchores in Leipzig, Hans Sandig, vertont. Das dreistrophige Lied  entwickelte sich zu einem der bekanntesten Weihnachtslieder in der DDR.
1960 erschien das Lied erstmals auf einer Eterna-Schallplatte des VEB Deutsche Schallplatten als Teil der EP Weihnachts-Lieder.